# Donnerhof

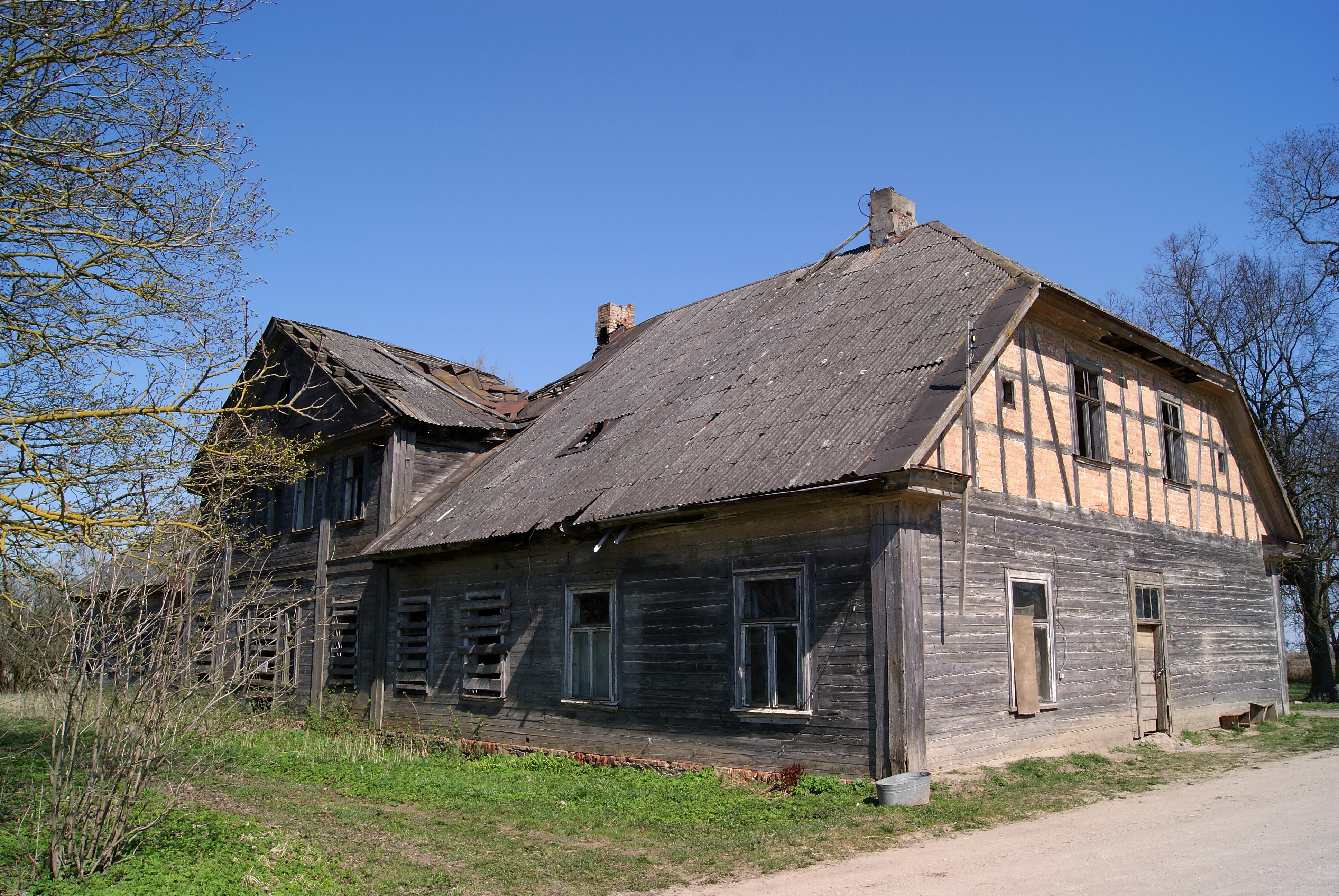
Gutshof Donnerhof

Der Gutshof Donnerhof (lit. Daunoravos dvaras, let. Dundurmuiža) liegt in Nordlitauen, im Bezirk Joniškis, am Fluss Dirvenka. Das Flüsschen wurde zu einem Karpfenteich aufgestaut. Der Gutshof besteht aus einem Herrenhaus, Wirtschaftsgebäuden (Scheune, zwei Stallungen, Gesindehaus, Molkerei), sowie einem Friedhof und einem Park.

## Geschichte
1557 wurde Donnerhof erstmals schriftlich erwähnt. Im Jahr 1667 war er im Besitz des Barons Wilhelm von Trankwitz, ab 1690 gehörte er der Familie Eberhard von der Brüggen (Bruecken, Brüggen, Bruege) gen. Fock, von 1785 bis 1797 der Familie Mannteuffel gen. Szoege. Im Jahr 1797 kaufte Ernst von Pfeilitzer gen. Franck (1762–1847) den Gutsbesitz. Das Herrenhaus und das Wirtschaftsgebäude wurden 1853 von Julius Friedrich Ernst von Pfeilitzer (1800–1877) gebaut, der Donnerhof 1876 seinem Sohn Dietrich Alexander Rudolph von Pfeilitzer, gen. Franck (1843–1904), vererbte. Im Jahr 1881 bestand der Gutsbesitz von Donnerhof aus 645 Hektar (590 Dessjatinen, das alte russische Flächenmaß) gutem Ackerboden, 48 Weiden, 804 ha (736 Dess.) Wald, einer Mühle, zwei Schenken und einer Ziegelei.
Im Jahr 1904 ging der Besitz an Louise Catharina Elizabeth von Pfeilitzer gen. Franck (1832–1916), die älteste Schwester von Dietrich Alexander Rudolph von Pfeilitzer gen. Franck. Nach ihrem Tod erbte ihr Sohn Otto Keyserlingk (1862–1921) den Donnerhof. Im Jahr 1921 wurde der Besitz geteilt: Gross-Donnerhof erbte Martha Wilhelmine Anna Keyserlingk geb. von der Brüggen (1864–1945), Klein-Donnerhof ging an Klaus Keyserlingk (1900–1939). Im Jahr 1940 wurde der ganze Besitz von Martha Keyserlingk (250 ha) verstaatlicht. Ihre Nachkommen flüchteten nach Deutschland.
Fünf Kilometer vom Donnerhof entfernt, aber auf der lettischen Seite, steht der Gutshof Blankenfeld (Blankenfeldes muiža), der einst der gleichen Besitzerfamilie (Mannteuffel gen. Szoege) gehörte. 1804 bis 1805 hatte dort der künftige König von Frankreich Ludwig XVIII. Zuflucht gefunden.